# Lythrodes semiluna
Lythrodes semiluna là một loài bướm đêm trong họ Noctuidae.